# 2019-es norvég labdarúgókupa
A 2019-es norvég labdarúgókupa a Norvég labdarúgókupa 114. szezonja volt. A sorozat 2019. május 1-jén kezdődött és 2019. december 8-án ért véget. A döntőt az osloi Ullevaal Stadionban rendezték. A címvédő a Rosenborg volt. A kupát a Viking nyerte, története során hatodik alkalommal.

## Csapatok
| Kör                   | Dátum                           | Mérkőzések száma | Csapatok  |
| --------------------- | ------------------------------- | ---------------- | --------- |
| Első selejtező kör    | 2019. március 9–24.             | 96               | 272 → 176 |
| Második selejtező kör | 2019. március 29. – április 12. | 48               | 176 → 128 |
| Első kör              | 2019. április 30. – május 8.    | 64               | 128 → 64  |
| Második kör           | 2019. május 21–23.              | 32               | 64 → 32   |
| Harmadik kör          | 2019. június 19–20.             | 16               | 32 → 16   |
| Negyedik kör          | 2019. június 26.                | 8                | 16 → 8    |
| Negyeddöntő           | 2019. szeptember 25–26.         | 4                | 8 → 4     |
| Elődöntő              | 2019. október 30–31.            | 2                | 4 → 2     |
| Döntő                 | 2019. december 8.               | 1                | 2 → 1     |

## Első kör
Az első kör meccseit 2019. április 30. és május 8. között játszották le.
| 2019. április 30. 20:00 CEST (UTC+2) |

| Fjøra (4)                                                    | 2–2 (h. u.) | Florø (3)                                                  |
| ------------------------------------------------------------ | ----------- | ---------------------------------------------------------- |
| Gjerde 78' Bjelde 120'                                       |             | Dyer 25', 106'                                             |
| Büntetőpárbaj                                                |             |                                                            |
| Bjelde Olsen Gjerde Loftesnes Knutsen Gjøringbø Årdal Jensen | 4–5         | Ismeretlen Nissen Dyer Wennberg Husa Fleten Høydal Aarønes |

| Fosshaugane Campus, Sogndal Játékvezető: Elias Åsebø |

| 2019. május 1. 15:00 CEST (UTC+2) |

| Nordstrand (4) | 0–1 | KFUM (2)     |
| -------------- | --- | ------------ |
|                |     | Troudart 90' |

| Nordstrand Kunstgress, Oslo Nézőszám: 783 Játékvezető: Marius Bye |

| 2019. május 1. 15:00 CEST (UTC+2) |

| Oppsal (3)                                        | 3–5 | Ullern (4)                                |
| ------------------------------------------------- | --- | ----------------------------------------- |
| Bjørseth 9', 11' (büntető) Loulanti 45' (büntető) |     | Stender 58' Austnes 63' Jor 74', 78', 81' |

| KFUM Arena, Oslo Nézőszám: 171 Játékvezető: Herman Holthe |

| 2019. május 1. 15:00 CEST (UTC+2) |

| Tønsberg (4) | 0–2 | Sandefjord (2)       |
| ------------ | --- | -------------------- |
|              |     | Ofkir 4' Jónsson 90' |

| Tønsberg Gressbane, Tønsberg Játékvezető: Herman Leiulfsrud Aass |

| 2019. május 1. 15:00 CEST (UTC+2) |

| Hinna (5)                       | 2–0 | Sola (3) |
| ------------------------------- | --- | -------- |
| Thioune 27' (büntető) Cairo 90' |     |          |

| Wintershallbanen, Stavanger Játékvezető: Amir Mohammed Ajjour |

| 2019. május 1. 15:00 CEST (UTC+2) |

| Træff (4)                                | 3–4 | Hødd (3)                                   |
| ---------------------------------------- | --- | ------------------------------------------ |
| Varhaugvik 5' Samdal 15' Khachatrjan 37' |     | Brautaset 1' Rise 37' Sætre 73' Shroot 84' |

| Reknesbanen, Molde Játékvezető: Bendik Haarberg |

| 2019. május 1. 16:00 CEST (UTC+2) |

| Spjelkavik (4)          | 2–4 (h. u.) | Brattvåg (3)                             |
| ----------------------- | ----------- | ---------------------------------------- |
| Waagan 51' Tafjord 117' |             | Jonassen 68' Leine 103' Beite 114', 120' |

| Spjelkavik Stadion, Spjelkavik Játékvezető: Haakon Javier Tronstad |

| 2019. május 1. 16:00 CEST (UTC+2) |

| Verdal (4) | 1–4 | Stjørdals-Blink (3)                      |
| ---------- | --- | ---------------------------------------- |
| Skeie 66'  |     | Lillebo 24' Rygg 30' Solli 41' Sisic 88' |

| Coop Arena, Verdal Nézőszám: 111 Játékvezető: Jonas Johnsen |

| 2019. május 1. 16:00 CEST (UTC+2) |

| Rørvik (5) | 1–3 | Rosenborg (1)                        |
| ---------- | --- | ------------------------------------ |
| Fausa 30'  |     | Valsvik 4' Konradsen 52' Botheim 59' |

| Rørvik Kunstgress, Rørvik Játékvezető: Mathias Støfringshaug |

| 2019. május 1. 16:00 CEST (UTC+2) |

| Melbo (4)    | 1–0 | Mjølner (3) |
| ------------ | --- | ----------- |
| Pedersen 15' |     |             |

| Havfisk Stadion, Melbu Játékvezető: Ole Ragnar Jansen Knutsen |

| 2019. május 1. 16:00 CEST (UTC+2) |

| Skjervøy (4) | 0–6 | Tromsdalen (2)                                                        |
| ------------ | --- | --------------------------------------------------------------------- |
|              |     | Andreassen 14', 79' Løvland 25' Bendiksen 69' Lorentzen 88' Kjæve 90' |

| Lerøy Stadion, Skjervøy Játékvezető: Kristian Kristiansen |

| 2019. május 1. 17:00 CEST (UTC+2) |

| Heming (5) | 1–3 | Stabæk (1)               |
| ---------- | --- | ------------------------ |
| Moe 90'    |     | Aga 25', 55' Mokhtar 83' |

| Heming Kunstgress, Oslo Nézőszám: 1 200 Játékvezető: Stian Røvig Sletner |

| 2019. május 1. 17:00 CEST (UTC+2) |

| Bergsøy (5) | 0–3 | Aalesunds (2)                 |
| ----------- | --- | ----------------------------- |
|             |     | Agdestein 27', 54' Sæthre 86' |

| Havila Stadion Fosnavåg, Bergsøy Nézőszám: 922 Játékvezető: Even Myrrheim |

| 2019. május 1. 18:00 CEST (UTC+2) |

| Kvik Halden (3)                              | 5–0 | Lokomotiv Oslo (4) |
| -------------------------------------------- | --- | ------------------ |
| Næsheim 16', 32' Mehmeti 50' Nomell 68', 72' |     |                    |

| Halden Stadion, Halden Nézőszám: 301 Játékvezető: Abdulhadi Al-Fahad |

| 2019. május 1. 18:00 CEST (UTC+2) |

| Sparta Sarpsborg (5) | 0–9 | Fredrikstad (3)                                                                      |
| -------------------- | --- | ------------------------------------------------------------------------------------ |
|                      |     | Molde 16', 32' Nilsen 24', 30', 49' Hagen 34', 66' Maikel 68' Begby 74' Sandberg 88' |

| Sarpsborg Stadion, Sarpsborg Nézőszám: 550 Játékvezető: Sebastian Mikalsen |

| 2019. május 1. 18:00 CEST (UTC+2) |

| Kråkerøy (4)             | 2–6 | Grorud (3)                                                          |
| ------------------------ | --- | ------------------------------------------------------------------- |
| Krogsrud 12' Mbedule 18' |     | Hagen 20' Elsebutangen 38' Ali 56' Edvardsen 83', 90' Mankowitz 86' |

| Fredrikstad Stadion, Fredrikstad Nézőszám: 40 Játékvezető: Eirik Wisted-thu |

| 2019. május 1. 18:00 CEST (UTC+2) |

| Sprint-Jeløy (5) | 0–3 | Sarpsborg 08 (1)                   |
| ---------------- | --- | ---------------------------------- |
|                  |     | Tveter 59' Salvesen 69' Larsen 73' |

| Bellevue Kunstgress, Moss Nézőszám: 800 Játékvezető: Ole-Alexander Ekeli Valen |

| 2019. május 1. 18:00 CEST (UTC+2) |

| Follo (4)     | 1–2 (h. u.) | Bærum (3)                 |
| ------------- | ----------- | ------------------------- |
| Darlishta 37' |             | Sørensen 90' Slemdal 107' |

| Ski Stadion, Ski Játékvezető: Haakon Arve Pedersen Bue |

| 2019. május 1. 18:00 CEST (UTC+2) |

| Lyn (4) | 0–5 | Moss (3)                                           |
| ------- | --- | -------------------------------------------------- |
|         |     | Ali 2', 32' Reinback 42' Svindland 49' Sanyang 84' |

| Kringsjå Kunstgress, Oslo Nézőszám: 452 Játékvezető: Martin Myrnes Bolstad |

| 2019. május 1. 18:00 CEST (UTC+2) |

| Ready (4) | 0–9 | Skeid (2)                                                                                   |
| --------- | --- | ------------------------------------------------------------------------------------------- |
|           |     | Aleesami 10', 30' Tavakoli 19' Abelsen 32' Hickson 50', 74' Adams 72' Godoy 81' Buduson 90' |

| Gressbanen Kunstgress, Oslo Játékvezető: Mohammad Hafezi |

| 2019. május 1. 18:00 CEST (UTC+2) |

| Gjelleråsen (4) | 1–3 | Lillestrøm (1)                              |
| --------------- | --- | ------------------------------------------- |
| Lloyd 90'       |     | Olsen 77' Gustavsson 90' Dyer 90' (büntető) |

| Li Kunstgress, Nittedal Nézőszám: 1 547 Játékvezető: Ajdin Medic |

| 2019. május 1. 18:00 CEST (UTC+2) |

| Skjetten (4)                  | 2–3 | Lørenskog (4)                        |
| ----------------------------- | --- | ------------------------------------ |
| Rydje 48' Rahim 58' (büntető) |     | Alba 20', 90' (büntető) Forsberg 79' |

| Skjetten Stadion, Skjetten Játékvezető: Satha Sejoohn Sritharan |

| 2019. május 1. 18:00 CEST (UTC+2) |

| Eidsvold Turn (4)                         | 3–0 (h. u.) | Frigg (4) |
| ----------------------------------------- | ----------- | --------- |
| Kristjansson 99' Rudi 105' Heggestad 109' |             |           |

| Myhrer Stadion, Eidsvoll Játékvezető: Hakan Catalgøl |

| 2019. május 1. 18:00 CEST (UTC+2) |

| Ottestad (5) | 0–1 | HamKam (2)  |
| ------------ | --- | ----------- |
|              |     | Enkerud 12' |

| Ottestad Idrettspark, Ottestad Nézőszám: 650 Játékvezető: Shervin Heydary |

| 2019. május 1. 18:00 CEST (UTC+2) |

| Toten (5)                        | 2–5 (h. u.) | Raufoss (2)                                                            |
| -------------------------------- | ----------- | ---------------------------------------------------------------------- |
| Somesi 81' Senstad 90' (büntető) |             | Simenstad 70' Henningsson 90' Bizoza 107' Maigaard 111' Moldskred 112' |

| Østre Toten Kunstgressbane, Østre Toten Játékvezető: Johan William Grundt |

| 2019. május 1. 18:00 CEST (UTC+2) |

| Nybergsund IL-Trysil (4) | 1–3 (h. u.) | Kongsvinger (2)                         |
| ------------------------ | ----------- | --------------------------------------- |
| Tambucho 25'             |             | Rønningen 20' (büntető) Güven 96', 119' |

| Nybergsund Stadion, Nybergsund Játékvezető: Jørgen Haugen |

| 2019. május 1. 18:00 CEST (UTC+2) |

| Brumunddal (4) | 0–3 | Elverum (3)                  |
| -------------- | --- | ---------------------------- |
|                |     | Solum 50' Nordengen 56', 60' |

| SH-banen, Brumunddal Nézőszám: 246 Játékvezető: Christoffer Dalby Bergstuen |

| 2019. május 1. 18:00 CEST (UTC+2) |

| Åssiden (5)  | 1–2 | Kjelsås (3)           |
| ------------ | --- | --------------------- |
| Andersen 50' |     | Idrissi 12' Solli 32' |

| Åssiden Stadion, Drammen Játékvezető: Nedim Brbovic |

| 2019. május 1. 18:00 CEST (UTC+2) |

| Vestfossen (4) | 0–3 | Asker (3)                         |
| -------------- | --- | --------------------------------- |
|                |     | Jones 8' (büntető) Skaug 28', 54' |

| RVS Parken Vestfossen Kunstgress, Vestfossen Játékvezető: Mohammad Nabhani |

| 2019. május 1. 18:00 CEST (UTC+2) |

| Ørn-Horten (4) | 0–2 | Pors (4)             |
| -------------- | --- | -------------------- |
|                |     | Thorsen 2' Shala 47' |

| Lystlunden Stadion, Horten Játékvezető: Morten Stakkestad Flaten |

| 2019. május 1. 18:00 CEST (UTC+2) |

| Flint (4) | 0–7 | Strømsgodset (1)                                                        |
| --------- | --- | ----------------------------------------------------------------------- |
|           |     | Ringstad 30' Mos 54' Ovenstad 75', 89' Pedersen 85', 90' Pellegrino 89' |

| Flint ESSO Arena, Tønsberg Játékvezető: Henrik Andreas Grenå Pettersen |

| 2019. május 1. 18:00 CEST (UTC+2) |

| Fram (3)   | 1–0 | Start (2) |
| ---------- | --- | --------- |
| Byklum 65' |     |           |

| Framparken, Larvik Nézőszám: 811 Játékvezető: Harald Magnus Børresen |

| 2019. május 1. 18:00 CEST (UTC+2) |

| Donn (4) | 0–2 | Notodden (2)          |
| -------- | --- | --------------------- |
|          |     | Hustad 4' Ibrahim 86' |

| Kristiansand Stadion, Kristiansand Nézőszám: 217 Játékvezető: Jørgen Haga |

| 2019. május 1. 18:00 CEST (UTC+2) |

| Fløy (4)    | 1–2 | Jerv (2)              |
| ----------- | --- | --------------------- |
| Dreshaj 56' |     | Aase 60' Håbestad 90' |

| Arkicon Arena, Flekkerøy Játékvezető: Sander Magdalon Bråten Johannessen |

| 2019. május 1. 18:00 CEST (UTC+2) |

| Vindbjart (4) | 0–3 | Arendal (3)                              |
| ------------- | --- | ---------------------------------------- |
|               |     | Kvaalen 25' Christensen 33' Berglann 90' |

| Moseidmoen Umbrokunstgress, Vennesla Nézőszám: 349 Játékvezető: Håvard Bjerkelund |

| 2019. május 1. 18:00 CEST (UTC+2) |

| Ålgård (5) | 0–9 | Bryne (3) |
| ---------- | --- | --- |
|            |     | Langeland 26' Myhre 35', 47' Undheim 63' Baldvinsson 70' el Ghaouti 75', 83' Ismeretlen 88' (öngól) Rosland 88' |

| Nye Ålgård Stadion, Ålgård Játékvezető: Zyad Tarik Qashua |

| 2019. május 1. 18:00 CEST (UTC+2) |

| Brodd (4) | 0–2 | Egersund (3)             |
| --------- | --- | ------------------------ |
|           |     | Bjørlo 74' Naglestad 90' |

| Midjord Idrettspark, Stavanger Játékvezető: Senthalan Sellathurai |

| 2019. május 1. 18:00 CEST (UTC+2) |

| Madla (4) | 0–2 | Sandnes Ulf (2)  |
| --------- | --- | ---------------- |
|           |     | Eriksen 71', 89' |

| Madla Handelslag Stadion, Madla Nézőszám: 473 Játékvezető: André Bjørgen Birkeland |

| 2019. május 1. 18:00 CEST (UTC+2) |

| Åkra (5) | 0–4 | Haugesund (1)                                     |
| -------- | --- | ------------------------------------------------- |
|          |     | Samuelsen 10', 60' Koné 59' Underhaug 78' (öngól) |

| Åkra Kunstgress, Åkra Nézőszám: 1200 Játékvezető: Aleksander S. Vermundsen |

| 2019. május 1. 18:00 CEST (UTC+2) |

| Vard Haugesund (4)       | 2–1 (h. u.) | Vidar (3)    |
| ------------------------ | ----------- | ------------ |
| Gundersen 47' Barane 99' |             | Jakobsen 30' |

| Haugesund Stadion, Haugesund Játékvezető: Alexander Stephane Milovanovic Pössl |

| 2019. május 1. 18:00 CEST (UTC+2) |

| Frøya (5)  | 1–6 | Nest-Sotra (2)                                                |
| ---------- | --- | ------------------------------------------------------------- |
| Skutle 18' |     | Mehnert 1', 24' Arrocha 20' Nergaard 36' Økland 54' Sande 86' |

| Frøya Idrettspark, Bergen Játékvezető: Adrian Gjendemsjø |

| 2019. május 1. 18:00 CEST (UTC+2) |

| Fyllingsdalen (4)                 | 3–2 | Fana (4)                    |
| --------------------------------- | --- | --------------------------- |
| Huseklepp 3', 28' Mykkeltvedt 17' |     | Hummervoll 5' Moldestad 73' |

| Varden Amfi, Bergen Nézőszám: 173 Játékvezető: Anders Bjerk Hansen |

| 2019. május 1. 18:00 CEST (UTC+2) |

| Arna-Bjørnar (5) | 1–6 | Brann (1)                                                                    |
| ---------------- | --- | ---------------------------------------------------------------------------- |
| Tysse 25'        |     | Grøgaard 21' Johansen 31' (büntető), 55' Karadas 57' Mjøs 66' (büntető), 80' |

| Arna Idrettspark, Bergen Nézőszám: 2382 Játékvezető: André Knudsen Arnholt |

| 2019. május 1. 18:00 CEST (UTC+2) |

| Lysekloster (4)        | 2–4 | Sotra (3)                                 |
| ---------------------- | --- | ----------------------------------------- |
| Garbacik 82' Båsen 90' |     | Kalve 43' Kilen 64' Falck 85' Rugland 88' |

| Lysekloster Framo Idrettspark, Lysefjorden Nézőszám: 200 Játékvezető: Øyvind Nesdal Birkeland |

| 2019. május 1. 18:00 CEST (UTC+2) |

| Bergen Nord (4) | 1–5 | Åsane (3)                                                           |
| --------------- | --- | ------------------------------------------------------------------- |
| Egesund 69'     |     | Bruun-Hanssen 8' Hopsdal 39' Udahl 63' (büntető), 73' Lorentzen 88' |

| Flaktveit Stadion, Bergen Játékvezető: Sondre Brudvik |

| 2019. május 1. 18:00 CEST (UTC+2) |

| Stryn (5) | 0–5 | Sogndal (2)                                     |
| --------- | --- | ----------------------------------------------- |
|           |     | Soltvedt 8' Sveen 55', 90' Steiring 58' Flo 79' |

| Stryn Stadion, Stryn Játékvezető: Jonny Skjerven |

| 2019. május 1. 18:00 CEST (UTC+2) |

| Herd (4) | 0–1 | Kristiansund (1) |
| -------- | --- | ---------------- |
|          |     | Olsen 36'        |

| AMFI Moa Stadion, Ålesund Nézőszám: 610 Játékvezető: Torgeir Halsen |

| 2019. május 1. 18:00 CEST (UTC+2) |

| Eide/Omegn (5) | 0–5 | Molde (1)                                       |
| -------------- | --- | ----------------------------------------------- |
|                |     | James 10', 26' Andersen 19', 68' (büntető), 72' |

| Eide Kunstgressbane, Eide Nézőszám: 1 000 Játékvezető: Mathias Smehus Kringstad |

| 2019. május 1. 18:00 CEST (UTC+2) |

| Sunndal (4) | 1–0 | Byåsen (3) |
| ----------- | --- | ---------- |
| Torske 82'  |     |            |

| Sande Stadion, Sunndalsøra Nézőszám: 119 Játékvezető: Karl-Edvard Gundersen Brendskag |

| 2019. május 1. 18:00 CEST (UTC+2) |

| NTNUI (5) | 0–2 | Nardo (3)            |
| --------- | --- | -------------------- |
|           |     | Engan 21' Frøner 54' |

| Ørn Arena, Trondheim Nézőszám: 70 Játékvezető: Erik Plahn |

| 2019. május 1. 18:00 CEST (UTC+2) |

| Kolstad (4) | 1–3 | Ranheim (1)                        |
| ----------- | --- | ---------------------------------- |
| Rotlid 18'  |     | Skarsem 22' Kvande 35' Rønning 90' |

| Kolstad Idrettspark, Trondheim Játékvezető: Robert Eggen |

| 2019. május 1. 18:00 CEST (UTC+2) |

| Trygg/Lade (5)       | 2–3 | Tiller (4)                    |
| -------------------- | --- | ----------------------------- |
| Selnes 82' Holte 89' |     | Welo 18' Killingberg 73', 77' |

| OBOS Kunstgressbane, Trondheim Nézőszám: 82 Játékvezető: Erlend Helmersen |

| 2019. május 1. 18:00 CEST (UTC+2) |

| Steinkjer (4) | 0–6 | Levanger (3)                                                   |
| ------------- | --- | -------------------------------------------------------------- |
|               |     | Voll 18' Buzuku 26', 75' Sereba 31' (büntető), 41' Hajdari 82' |

| Guldbergaunet Stadion, Steinkjer Nézőszám: 432 Játékvezető: Oliver Skaret Barsøe |

| 2019. május 1. 18:00 CEST (UTC+2) |

| Åga (5) | 0–8 | Bodø/Glimt (1)                                                                                        |
| ------- | --- | --- |
|         |     | Konaté 15', 53', 67' Jensen 19' (öngól) Hauge 30', 55' (büntető) Sigurjónsson 40' Tjærandsen-Skau 83' |

| Hauknes Kunstgressbane, Mo i Rana Nézőszám: 1 000 Játékvezető: Martin Berg |

| 2019. május 1. 18:00 CEST (UTC+2) |

| Porsanger (5) | 0–3 | Alta (3)                                  |
| ------------- | --- | ----------------------------------------- |
|               |     | Balto 16' Pedersen 90' Nome 90' (büntető) |

| Lakselv Kunstgress, Lakselv Játékvezető: Pål Arntzen |

| 2019. május 1. 18:00 CEST (UTC+2) |

| Norild (4)   | 1–8 | Tromsø (1)                                                                                              |
| ------------ | --- | --- |
| Stavseth 16' |     | Nilsen 5' Rushfeldt 13' (öngól) Rojas 16' Kjærgaard 18', 23', 30' Grønli 34' (büntető) Ingebrigtsen 53' |

| Vadsø Stadion, Vadsø Nézőszám: 800 Játékvezető: Ole Kellerhals |

| 2019. május 1. 18:15 CEST (UTC+2) |

| Skånland (5) | 0–3 | Harstad (4)                            |
| ------------ | --- | -------------------------------------- |
|              |     | Kajander 26' Andreassen 54' Olaoye 59' |

| Skånland Kunstgress, Skånland Nézőszám: 150 Játékvezető: Simen Albrigtsen Eilertsen |

| 2019. május 1. 19:00 CEST (UTC+2) |

| Hønefoss (4) | 0–2 | Mjøndalen (1)    |
| ------------ | --- | ---------------- |
|              |     | Brustad 54', 87' |

| AKA Arena, Hønefoss Nézőszám: 480 Játékvezető: Harald Røvig Sletner |

| 2019. május 2. 18:00 CEST (UTC+2) |

| Gjøvik-Lyn (4)       | 2–3 | Ullensaker/Kisa (2)                |
| -------------------- | --- | ---------------------------------- |
| Janse 50' Skogli 76' |     | Henriksen 11' Torp 63' Søreide 75' |

| Gjøvik Stadion, Gjøvik Nézőszám: 120 Játékvezető: Sulman Hussain |

| 2019. május 2. 18:00 CEST (UTC+2) |

| Storm (4)              | 2–7 | Odds (1)                                                                            |
| ---------------------- | --- | ----------------------------------------------------------------------------------- |
| Pedersen 56' Hagen 78' |     | Lauritsen 35', 74', 90' (büntető) Kitolano 38' Samuelsen 39' Delaveris 53' Hoff 81' |

| Bratsberg Kunstgress, Skien Nézőszám: 1 928 Játékvezető: Jon Romuld Håversen |

| 2019. május 2. 18:00 CEST (UTC+2) |

| Frøyland (5) | 1–3 | Viking (1)                     |
| ------------ | --- | ------------------------------ |
| Karlson 39'  |     | Bytyqi 55', 63' Thorstvedt 70' |

| Frøyland Stadion, Kvernaland Nézőszám: 1 030 Játékvezető: Mischa Kellerhals |

| 2019. május 2. 18:00 CEST (UTC+2) |

| Fløya (4)                                                       | 5–0 | Senja (3) |
| --------------------------------------------------------------- | --- | --------- |
| Andersen 3' Roland 10' Simonsen 51' Mæhle 74' Berg-Johansen 89' |     |           |

| Fløya Arena, Tromsø Nézőszám: 100 Játékvezető: Vegar Ballovarre |

| 2019. május 2. 18:00 CEST (UTC+2) |

| Faaberg (5) | 0–3 | Vålerenga (1)           |
| ----------- | --- | ----------------------- |
|             |     | Azemi 18', 59' Vega 70' |

| Jorekstad Hovedbanen, Fåberg Nézőszám: 956 Játékvezető: Anders Bodding |

| 2019. május 8. 18:00 CEST (UTC+2) |

| Junkeren (4) | 0–2 | Strømmen (2) |
| ------------ | --- | ------------ |
|              |     | Thun 1', 70' |

| Nordlandshallen, Bodø Játékvezető: Ali al Hatam |

## Második kör
A második kör meccseit 2019. május 21–23. között játszották le.
| 2019. május 21. 18:00 CEST (UTC+2) |

| Elverum (3) | 1–6 | Stabæk (1)                                                      |
| ----------- | --- | --------------------------------------------------------------- |
| Solum 62'   |     | Kassi 2' (büntető) Vihmann 35' Aga 57', 72', 90' Geelmuyden 77' |

| Elverum Stadion, Elverum Nézőszám: 652 Játékvezető: Eivind Bodding |

| 2019. május 22. 17:00 CEST (UTC+2) |

| Strømmen (2)           | 2–1 (h. u.) | Bodø/Glimt (1) |
| ---------------------- | ----------- | -------------- |
| Vestvatn 30' Thun 108' |             | Isidoro 81'    |

| Strømmen Stadion, Strømmen Játékvezető: Harald Røvig Sletner |

| 2019. május 22. 18:00 CEST (UTC+2) |

| Kvik Halden (3) | 1–4 | Lillestrøm (1)                            |
| --------------- | --- | ----------------------------------------- |
| Hasanagic 86'   |     | Olsen 9' Pedersen 38' Gustafsson 66', 73' |

| Halden Stadion, Halden Nézőszám: 1 014 Játékvezető: Ole-Alexander Ekeli Valen |

| 2019. május 22. 18:00 CEST (UTC+2) |

| Moss (3)     | 1–2 | Kongsvinger (2)          |
| ------------ | --- | ------------------------ |
| Reinback 26' |     | Aanesland 40' Vinjor 60' |

| Melløs Stadion, Moss Játékvezető: Abdulhadi Al-Fahad |

| 2019. május 22. 18:00 CEST (UTC+2) |

| Grorud (3)    | 1–0 | HamKam (2) |
| ------------- | --- | ---------- |
| Mankowitz 40' |     |            |

| Grorud Matchbane, Oslo Játékvezető: Jørgen Haugen |

| 2019. május 22. 18:00 CEST (UTC+2) |

| Kjelsås (3)                         | 3–4 (h. u.) | Skeid (2)                                              |
| ----------------------------------- | ----------- | ------------------------------------------------------ |
| Akinyemi 8' Idrissi 74' Aasarød 90' |             | El-Amrani 49' Buduson 66' Håberg 68' (öngól) Flåte 96' |

| Grefsen Kunstgress, Oslo Nézőszám: 970 Játékvezető: Sulman Hussain |

| 2019. május 22. 18:00 CEST (UTC+2) |

| Asker (3)         | 2–3 | KFUM (2)                    |
| ----------------- | --- | --------------------------- |
| Skog 34' Dahl 89' |     | Kastrati 32', 90' Moula 50' |

| Føyka Kunstgress, Asker Játékvezető: Henrik Andreas Grenå Pettersen |

| 2019. május 22. 18:00 CEST (UTC+2) |

| Bærum (3)              | 2–1 | Notodden (2) |
| ---------------------- | --- | ------------ |
| Berg 23' Ifejilika 90' |     | Ledger 5'    |

| Bærum, Sandvika Stadion Játékvezető: Emilie Rodahl Dokset |

| 2019. május 22. 18:00 CEST (UTC+2) |

| Lørenskog (4) | 1–3 | Ull/Kisa (2)                       |
| ------------- | --- | ---------------------------------- |
| Singh 78'     |     | Økland 24' Nesset 36' Kitolano 46' |

| Rolvsrud Kunstgress, Lørenskog Nézőszám: 274 Játékvezető: Anders Bodding |

| 2019. május 22. 18:00 CEST (UTC+2) |

| Fram (3)                            | 1–1 (h. u.) | Raufoss (2)                              |
| ----------------------------------- | ----------- | ---------------------------------------- |
| Ndiaye 88'                          |             | Fandi 34'                                |
| Büntetőpárbaj                       |             |                                          |
| Dyngeland Byklum Lie Nielsen Ndiaye | 4–3         | Maigaard Nilsen Bizoza Fandi Henningsson |

| Framparken, Larvik Nézőszám: 562 Játékvezető: Stian Røvig Sletner |

| 2019. május 22. 18:00 CEST (UTC+2) |

| Pors (4)       | 2–4 | Mjøndalen (1)                                 |
| -------------- | --- | --------------------------------------------- |
| Shala 19', 63' |     | Johansen 8' Brustad 22' Liseth 49' Bojang 69' |

| Pors Stadion, Porsgrunn Nézőszám: 343 Játékvezető: Sander Magdalon Bråten |

| 2019. május 22. 18:00 CEST (UTC+2) |

| Jerv (2)     | 1–2 | Sandefjord (2)           |
| ------------ | --- | ------------------------ |
| Andersen 90' |     | Ofkir 90' Mladenovic 90' |

| Levermyr Stadion, Grimstad Nézőszám: 935 Játékvezető: Jon Romuld Håversen |

| 2019. május 22. 18:00 CEST (UTC+2) |

| Arendal (3) | 0–2 | Odds (1)                |
| ----------- | --- | ----------------------- |
|             |     | Lauritsen 8' Børven 85' |

| Bjønnes Stadion, Arendal Nézőszám: 1 254 Játékvezető: Marius Lien |

| 2019. május 22. 18:00 CEST (UTC+2) |

| Egersunds (3)                                      | 2–2 (h. u.) | Bryne (3)                                    |
| -------------------------------------------------- | ----------- | -------------------------------------------- |
| Sumareh 39' Jablinski 71'                          |             | Rosland 45' Myhre 77'                        |
| Büntetőpárbaj                                      |             |                                              |
| Grande Perttamo Naglestad Cordero Nyborg Jablinski | 4–5         | Fjelde el Ghaouti Dybevik Myhre Ystanes Bore |

| IP Egersund, Egersund Nézőszám: 743 Játékvezető: Svein Tore Sinnes |

| 2019. május 22. 18:00 CEST (UTC+2) |

| Vard Haugesund (4) | 0–2 (h. u.) | Sandnes Ulf (2)           |
| ------------------ | ----------- | ------------------------- |
|                    |             | Holmvik 114' Eriksen 116' |

| Haugesund Stadion, Haugesund Nézőszám: 100 Játékvezető: Mischa Kellerhals |

| 2019. május 22. 18:00 CEST (UTC+2) |

| Sotra (3) | 1–3 | Haugesund (1)              |
| --------- | --- | -------------------------- |
| Stava 49' |     | Wadji 36' Krygård 63', 74' |

| Straume IP, Sotra Játékvezető: Steinar Hauge |

| 2019. május 22. 18:00 CEST (UTC+2) |

| Fyllingsdalen (4) | 0–4 | Nest-Sotra (2)                      |
| ----------------- | --- | ----------------------------------- |
|                   |     | Dang 15', 27' Mehnert 49' Sande 89' |

| Varden Amfi, Bergen Nézőszám: 250 Játékvezető: Jan Morten Tennøy |

| 2019. május 22. 18:00 CEST (UTC+2) |

| Florø (3) | 0–1 | Aalesunds (2)        |
| --------- | --- | -------------------- |
|           |     | Castro 83' (büntető) |

| Florø Stadion, Florø Játékvezető: Sivert Øksnes Amland |

| 2019. május 22. 18:00 CEST (UTC+2) |

| Hødd (3) | 0–2 | Sogndal (2)            |
| -------- | --- | ---------------------- |
|          |     | Soltvedt 9' Jensen 69' |

| Høddvoll, Ulsteinvik Nézőszám: 563 Játékvezető: André Knudsen Arnholt |

| 2019. május 22. 18:00 CEST (UTC+2) |

| Brattvåg (3) | 1–2 (h. u.) | Kristiansund (1)           |
| ------------ | ----------- | -------------------------- |
| Rekdal 58'   |             | Kastrati 71' Kalludra 120' |

| Brattvåg Gras, Brattvåg Játékvezető: Torgeir Halsen |

| 2019. május 22. 18:00 CEST (UTC+2) |

| Tiller (4) | 0–3 | Rosenborg (1)                   |
| ---------- | --- | ------------------------------- |
|            |     | Botheim 57' Meling 62' Åsen 87' |

| Tonstad Kunstgress, Trondheim Nézőszám: 2 512 Játékvezető: Robert Eggen |

| 2019. május 22. 18:00 CEST (UTC+2) |

| Nardo (3) | 0–3 | Ranheim (1)                       |
| --------- | --- | --------------------------------- |
|           |     | Heggem 29' Rønning 85' Walker 90' |

| Nissekollen, Trondheim Nézőszám: 637 Játékvezető: Mads Skarsem |

| 2019. május 22. 18:00 CEST (UTC+2) |

| Levanger (3)                      | 3–0 | Stjørdals-Blink (3) |
| --------------------------------- | --- | ------------------- |
| Öjhage 67' Gundersen 75' Voll 90' |     |                     |

| Moan Fritidspark, Levanger Nézőszám: 637 Játékvezető: Mathias Støfringshuag |

| 2019. május 22. 18:00 CEST (UTC+2) |

| Melbo (4)   | 1–2 | Tromsø (1)              |
| ----------- | --- | ----------------------- |
| Karlsen 20' |     | Rojas 57' Mikkelsen 76' |

| Havfisk Stadion, Melbu Játékvezető: Ali Al-Hatem |

| 2019. május 22. 18:00 CEST (UTC+2) |

| Harstad (4)               | 2–3 | Tromsdalen (2)                 |
| ------------------------- | --- | ------------------------------ |
| Pedersen 65' Kajander 76' |     | Sandbukt 50' Ringberg 55', 82' |

| Harstad Stadion, Harstad Nézőszám: 186 Játékvezető: Ole Ragnar Jansen Knutsen |

| 2019. május 22. 18:00 CEST (UTC+2) |

| Fløya (4) | 0–3 | Alta (3)                    |
| --------- | --- | --------------------------- |
|           |     | Spence 4' Pedersen 44', 81' |

| Fløy Arena, Tromsø Játékvezető: Martin Berg |

| 2019. május 22. 19:00 CEST (UTC+2) |

| Eidsvold Turn (4) | 0–5 | Vålerenga (1)                             |
| ----------------- | --- | ----------------------------------------- |
|                   |     | Vilhjálmsson 11', 61' Finne 55', 65', 78' |

| Myhrer Stadion, Eidsvoll Nézőszám: 1 590 Játékvezető: Shervin Heydary |

| 2019. május 22. 20:00 CEST (UTC+2) |

| Fredrikstad (3) | 0–2 | Sarpsborg 08 (1)          |
| --------------- | --- | ------------------------- |
|                 |     | Skålevik 48' Salvesen 83' |

| Fredrikstad Stadion, Fredrikstad Nézőszám: 6 087 Játékvezető: Christian Moen |

| 2019. május 23. 18:00 CEST (UTC+2) |

| Ullern (4) | 0–1 | Strømsgodset (1) |
| ---------- | --- | ---------------- |
|            |     | Hamoud 37'       |

| Ullern Kunstgress, Oslo Játékvezető: Ola Kellerhals |

| 2019. május 23. 18:00 CEST (UTC+2) |

| Hinna (5) | 1–4 | Viking (1)                           |
| --------- | --- | ------------------------------------ |
| Aano 47'  |     | Friðjónsson 19', 36' Tripić 28', 81' |

| Wintershallbanen, Stavanger Játékvezető: Daniel Higraff |

| 2019. május 23. 18:00 CEST (UTC+2) |

| Åsane (3) | 0–2 | Brann (1)               |
| --------- | --- | ----------------------- |
|           |     | Johansen 57' Strand 74' |

| Åsane IP, Åsane Játékvezető: Marius Hansen Grøtta |

| 2019. május 23. 18:00 CEST (UTC+2) |

| Sunndal (4) | 0–4 | Molde (1)                           |
| ----------- | --- | ----------------------------------- |
|             |     | Remmer 5' James 17' Ørsahl 37', 38' |

| Sande Stadion, Sunndalsøra Játékvezető: Mathias Smehus Kringstad |

## Harmadik kör
A harmadik kör meccseit 2019. június 19–20. között játszották le.
| 2019. június 19. 18:00 CEST (UTC+2) |

| Grorud (3) | 0–1 | Mjøndalen (1) |
| ---------- | --- | ------------- |
|            |     | Johansen 18'  |

| Grorud Matchbane, Oslo Nézőszám: 540 Játékvezető: Sigurd Smehus Kringstad |

| 2019. június 19. 18:00 CEST (UTC+2) |

| Bærum (3)                                                         | 5–3 | Vålerenga (1)                        |
| ----------------------------------------------------------------- | --- | ------------------------------------ |
| Aubert 41' (büntető) Ifejilika 52' Berg 56' Kidane 61' Rogulj 80' |     | Dønnum 8' Ejuke 35' Vilhjálmsson 73' |

| Sandvika Stadion, Bærum Játékvezető: Christian Moen |

| 2019. június 19. 18:00 CEST (UTC+2) |

| Skeid (2) | 0–3 | Ranheim (1)                                     |
| --------- | --- | ----------------------------------------------- |
|           |     | Tønne 16' (büntető) Reginiussen 70' Sørløkk 72' |

| Intility Arena, Oslo Nézőszám: 322 Játékvezető: Steinar Hauge |

| 2019. június 19. 18:00 CEST (UTC+2) |

| Strømmen (2) | 1–0 | Lillestrøm (1) |
| ------------ | --- | -------------- |
| Gussiås 52'  |     |                |

| Strømmen Stadion, Strømmen Nézőszám: 1 235 Játékvezető: Ola Hobber Nilsen |

| 2019. június 19. 18:00 CEST (UTC+2) |

| Ull/Kisa (2) | 1–2 (h. u.) | Rosenborg (1)            |
| ------------ | ----------- | ------------------------ |
| Langås 65'   |             | David 72' Adegbenro 102' |

| UKI Arena, Jessheim Nézőszám: 3 435 Játékvezető: Trygve Kjensli |

| 2019. június 19. 18:00 CEST (UTC+2) |

| Sandefjord (2)                 | 1–1 (h. u.) | Odds (1)                         |
| ------------------------------ | ----------- | -------------------------------- |
| Grorud 38'                     |             | Ruud 90'                         |
| Büntetőpárbaj                  |             |                                  |
| Vallès Mjelde Kurtovic Engblom | 1–3         | Ruud Lauritsen Børven Nordkvelle |

| Komplett Arena, Sandefjord Nézőszám: 1 126 Játékvezető: Trond Ivar Døvle |

| 2019. június 19. 18:00 CEST (UTC+2) |

| Fram (3)                                 | 2–1 | Strømsgodset (1) |
| ---------------------------------------- | --- | ---------------- |
| Hamoud 38' (öngól) Osestad 82' (büntető) |     | Pellegrino 6'    |

| Framparken, Larvik Nézőszám: 1 743 Játékvezető: Svein Tore Sinnes |

| 2019. június 19. 18:00 CEST (UTC+2) |

| Sandnes Ulf (2)        | 1–2 | Viking (1)                |
| ---------------------- | --- | ------------------------- |
| Kapidžić 90' (büntető) |     | Høiland 46' Ibrahimaj 58' |

| Sandnes Stadion, Sandnes Nézőszám: 2 450 Játékvezető: Kai Erik Steen |

| 2019. június 19. 18:00 CEST (UTC+2) |

| Nest-Sotra (2) | 0–4 | KFUM (2)                      |
| -------------- | --- | ----------------------------- |
|                |     | Mawa 17', 29', 32' Agouda 25' |

| Ågotnes Stadion, Ågotnes Játékvezető: Tommy Skjerven |

| 2019. június 19. 18:00 CEST (UTC+2) |

| Sogndal (2) | 1–2 | Brann (1)                           |
| ----------- | --- | ----------------------------------- |
| Haugen 27'  |     | Antonijevic 41' (öngól) Ordagić 42' |

| Fosshaugane Campus, Sogndal Nézőszám: 2 564 Játékvezető: Espen Eskås |

| 2019. június 19. 18:00 CEST (UTC+2) |

| Levanger (3) | 1–3 | Kristiansund (1)                          |
| ------------ | --- | ----------------------------------------- |
| Sakshaug 90' |     | Coly 52' (büntető) Bye 58' (büntető), 83' |

| Moan Fritidspark, Levanger Nézőszám: 659 Játékvezető: Marius Hansen Grøtta |

| 2019. június 19. 18:00 CEST (UTC+2) |

| Tromsdalen (2)    | 1–0 | Sarpsborg 08 (1) |
| ----------------- | --- | ---------------- |
| Kristoffersen 61' |     |                  |

| TUIL Arena, Tromsø Nézőszám: 1 004 Játékvezető: Mads Skarsem |

| 2019. június 19. 19:00 CEST (UTC+2) |

| Bryne (3)           | 2–6 | Haugesund (1)                                             |
| ------------------- | --- | --------------------------------------------------------- |
| el Ghaouti 65', 67' |     | Velde 3', 64' Samuelsen 5', 16' Sandberg 38' Kallevåg 90' |

| Bryne Stadion, Bryne Nézőszám: 504 Játékvezető: Tore Hansen |

| 2019. június 19. 20:00 CEST (UTC+2) |

| Aalesunds (2)                               | 4–0 | Molde (1) |
| ------------------------------------------- | --- | --------- |
| Friðjónsson 14', 17' Fet 55' Þrándarson 58' |     |           |

| Color Line Stadion, Ålesund Nézőszám: 4 017 Játékvezető: Tom Harald Hagen |

| 2019. június 20. 18:00 CEST (UTC+2) |

| Kongsvinger (2) | 1–0 | Tromsø (1) |
| --------------- | --- | ---------- |
| Güven 53'       |     |            |

| Gjemselund Stadion, Kongsvinger Nézőszám: 1 269 Játékvezető: Marius Lien |

| 2019. június 20. 18:00 CEST (UTC+2) |

| Alta (3)        | 1–4 | Stabæk (1)                          |
| --------------- | --- | ----------------------------------- |
| Reginiussen 50' |     | Vetlesen 4' Gyasi 75' Boli 78', 90' |

| Finnmarkshallen, Alta Nézőszám: 622 Játékvezető: Ajdin Medic |

## Negyedik kör
A negyedik kör meccseit 2019. június 26-án játszották le.
| 2019. június 26. 18:00 CEST (UTC+2) |

| Fram (3)                  | 3–1 | Bærum (3) |
| ------------------------- | --- | --------- |
| Ndiaye 8', 78' Nilsen 44' |     | Berg 65'  |

| Framparken, Larvik Nézőszám: 2 465 Játékvezető: Tom Harald Hagen |

| 2019. június 26. 18:00 CEST (UTC+2) |

| Ranheim (1)                                     | 4–0 | Brann (1) |
| ----------------------------------------------- | --- | --------- |
| Blakstad 12', 65' Reginiussen 50' Solbakken 59' |     |           |

| EXTRA Arena, Trondheim Nézőszám: 1 250 Játékvezető: Trygve Kjensli |

| 2019. június 26. 18:00 CEST (UTC+2) |

| Kristiansund (1) | 1–2 (h. u.) | Odds (1)                    |
| ---------------- | ----------- | --------------------------- |
| Sørli 76'        |             | Lauritsen 82' Svendsen 107' |

| Kristiansund Stadion, Kristiansund Nézőszám: 2 216 Játékvezető: Dag Vidar Hafsås |

| 2019. június 26. 18:00 CEST (UTC+2) |

| Viking (1)                                                    | 5–2 | Stabæk (1)            |
| ------------------------------------------------------------- | --- | --------------------- |
| Furdal 8' Vikstøl 21' Østensen 23' Thorstvedt 84' Høiland 86' |     | Gyasi 10' Braaten 18' |

| Viking Stadion, Stavanger Nézőszám: 3 469 Játékvezető: Rohit Saggi |

| 2019. június 26. 18:00 CEST (UTC+2) |

| KFUM (2)          | 2–1 | Tromsdalen (2) |
| ----------------- | --- | -------------- |
| Sortevik 17', 90' |     | Ringberg 31'   |

| KFUM Arena, Oslo Nézőszám: 997 Játékvezető: Kristoffer Hagenes |

| 2019. június 26. 18:00 CEST (UTC+2) |

| Kongsvinger (2) | 0–3 | Mjøndalen (1)                    |
| --------------- | --- | -------------------------------- |
|                 |     | Aasmundsen 49', 72' Johansen 64' |

| Gjemselund Stadion, Kongsvinger Nézőszám: 1 223 Játékvezető: Espen Eskås |

| 2019. június 26. 18:00 CEST (UTC+2) |

| Haugesund (1)            | 2–0 (h. u.) | Strømmen (2) |
| ------------------------ | ----------- | ------------ |
| Koné 112' Samuelsen 116' |             |              |

| Haugesund Stadion, Haugesund Nézőszám: 1 875 Játékvezető: Sigurd Smehus Kringstad |

| 2019. június 26. 20:00 CEST (UTC+2) |

| Rosenborg (1)                         | 1–1 (h. u.) | Aalesunds (2)                        |
| ------------------------------------- | ----------- | ------------------------------------ |
| Reginiussen 82'                       |             | Castro 35'                           |
| Büntetőpárbaj                         |             |                                      |
| Jensen Hovland Søderlund Meling David | 4–5         | Carlsen Meade Lie Sæthre Friðjónsson |

| Lerkendal Stadion, Trondheim Nézőszám: 5 122 Játékvezető: Ola Hobber Nilsen |

## Negyeddöntő
A negyeddöntő meccseit 2019. szeptember 25-én és 26-án játszották le.
| 2019. szeptember 25. 18:00 CEST (UTC+2) |

| Ranheim (1)                               | 3–0 | Fram (3) |
| ----------------------------------------- | --- | -------- |
| Karlsen 41' Reginiussen 43' Solbakken 60' |     |          |

| EXTRA Arena, Trondheim Nézőszám: 1 407 Játékvezető: Sigurd Smehus Kringstad |

| 2019. szeptember 25. 20:00 CEST (UTC+2) |

| Mjøndalen (1) | 1–3 | Haugesund (1)                           |
| ------------- | --- | --------------------------------------- |
| Occéan 84'    |     | Pedersen 18' Samuelsen 65' Kallevåg 86' |

| Consto Arena, Mjøndalen Nézőszám: 1 141 Játékvezető: Kristoffer Hagenes |

| 2019. szeptember 26. 18:00 CEST (UTC+2) |

| KFUM (2)                | 2–5 | Odds (1)                                             |
| ----------------------- | --- | ---------------------------------------------------- |
| Tavakoli 32' Larsen 80' |     | Børven 31' Lauritsen 38' Delaveris 74', 85' Hoff 84' |

| KFUM-Arena, Oslo Nézőszám: 2 236 Játékvezető: Rohit Saggi |

| 2019. szeptember 26. 20:00 CEST (UTC+2) |

| Aalesunds (2)              | 1–1 (h. u.) | Viking (1)                                  |
| -------------------------- | ----------- | ------------------------------------------- |
| Castro 11' (büntető)       |             | Torsteinbø 40'                              |
| Büntetőpárbaj              |             |                                             |
| Castro Lie Sæthre Azofeifa | 3–5         | Høiland Østensen Pereira Friðjónsson Tripić |

| Color Line Stadion, Ålesund Nézőszám: 5 829 Játékvezető: Kai Erik Steen |

## Elődöntő
Az elődöntő meccseit 2019. október 30-án és 31-én játszották le.
| 2019. október 30. 21:00 CEST (UTC+2) |

| Viking (1)                              | 3–0 | Ranheim (1) |
| --------------------------------------- | --- | ----------- |
| Thorstvedt 8' Ibrahimaj 38' Källman 52' |     |             |

| Viking Stadion, Stavanger Nézőszám: 15 197 Játékvezető: Trond Ivar Døvle |

| 2019. október 31. 21:00 CEST (UTC+2) |

| Odds (1) | 0–3 | Haugesund (1)                                     |
| -------- | --- | ------------------------------------------------- |
|          |     | Sandberg 49' (büntető) Samuelsen 83' Tronstad 89' |

| Skagerak Arena, Skien Nézőszám: 8 702 Játékvezető: Tore Hansen |

## Döntő
| 2019. december 8. 14:15 CEST (UTC+2) |

| Haugesund | 0 – 1 | Viking               |
| --------- | ----- | -------------------- |
|           |       | Tripić 51' (büntető) |

| Ullevaal Stadion, Oslo Nézőszám: 21 895 Játékvezető: Espen Eskås |